# Brbinj
Brbinj är en by på ön Dugi otok i Kroatien. Brbinj är en av de större orterna på ön och den består av två delar vid varsin sida av en liten halvö, ca 300 m från varandra. I byn finns färja till Zadar och till de andra öarna i Zadars skärgård, tre restauranger, affär, postkontor och gästhamn. Havet utanför Brbinj är Adriatiska havet. Det går bra att snorkla i Brbinj men det finns mycket sjöborrar och sjögurkor i vattnet. 